# Mauermuseum

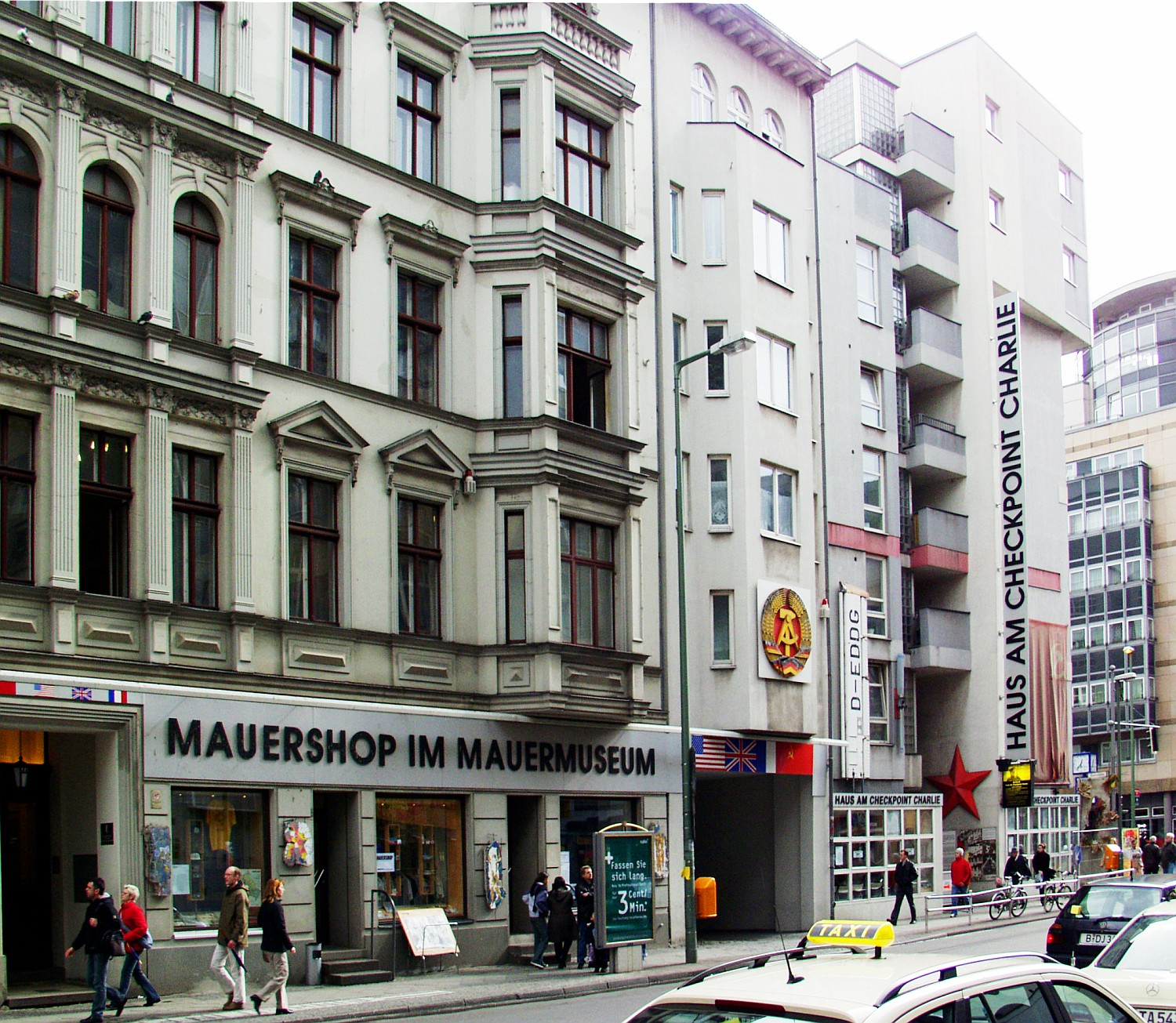
Altbau des Mauermuseums, 2004

Das Mauermuseum – Museum Haus am Checkpoint Charlie ist ein privates Museum in der Nähe des ehemaligen Checkpoint Charlie in Berlin, das die Berliner Mauer thematisiert. Das von Rainer Hildebrandt gegründete Museum befindet sich seit dem 19. Oktober 1963 in der Friedrichstraße in Kreuzberg. Direktorin des Museums ist Alexandra Hildebrandt.

## Geschichte

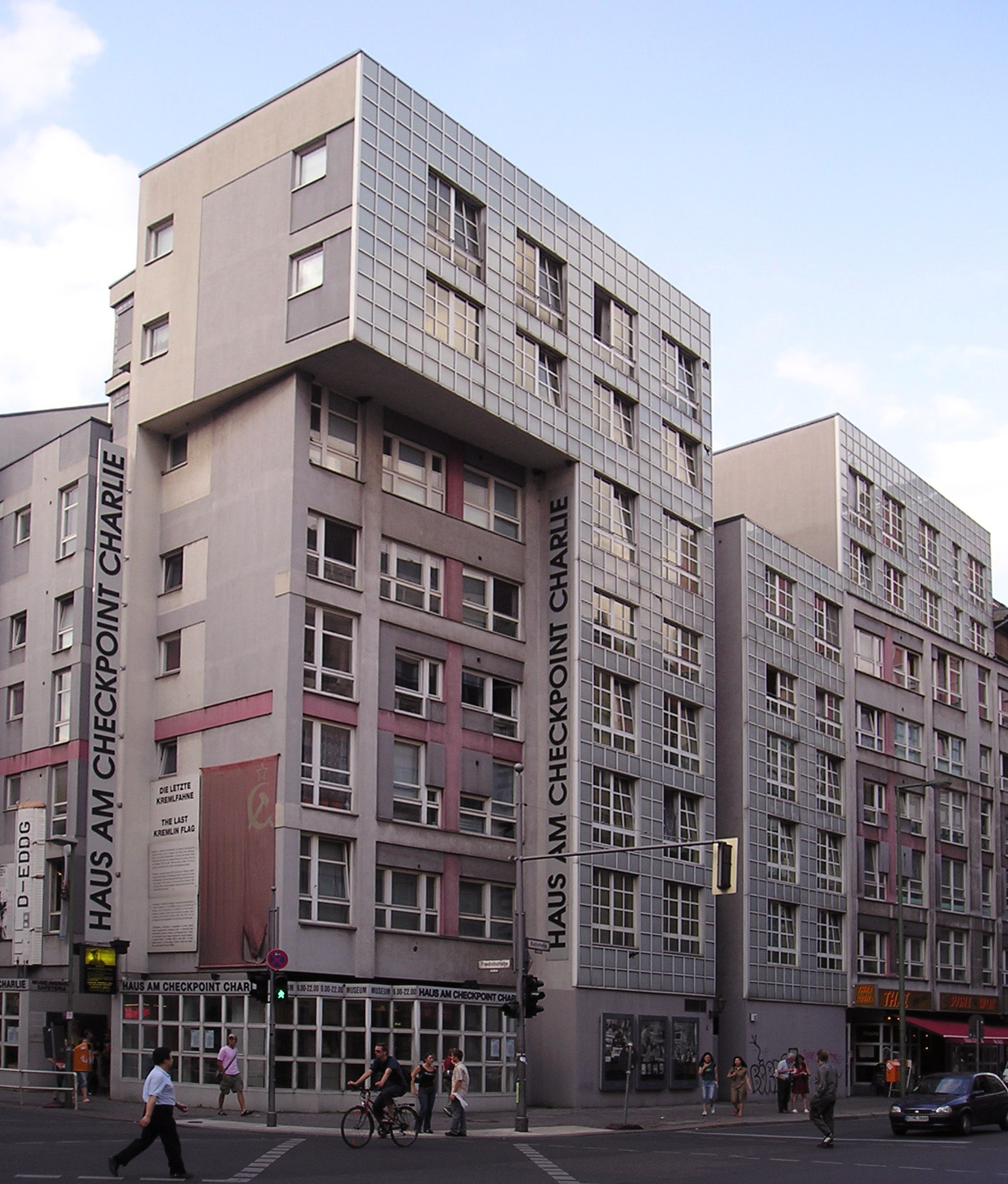
Blick auf den Neubau des Mauermuseums, ca. 2006

Nach dem Mauerbau und der Einrichtung des Checkpoint Charlie im August 1961 rief Rainer Hildebrandt die Arbeitsgemeinschaft 13. August ins Leben, die Menschen aus der DDR bei der Flucht half und DDR-Oppositionellen eine Anlaufstelle bot. Ab dem 19. Oktober 1962 zeigte die Arbeitsgemeinschaft unter Hildebrandt in einer Drei-Zimmer-Wohnung an der Bernauer Straße die Ausstellung „Es geschah an der Mauer“, was nachträglich zum Eröffnungsdatum des Museums ernannt wurde. Wenige Monate später, am 14. Juni 1963, eröffnete Hildebrandt das Museum mit dem Namen „Haus am Checkpoint Charlie“ in den ehemaligen Räumen des Café Kölln am heutigen Ort. Im Museum setzte die Arbeitsgemeinschaft 13. August ihre politische Arbeit fort: Durch ein kleines Fenster im Altbau aus dem 19. Jahrhundert konnten Fluchthelfer alle Bewegungen am Grenzübergang beobachten und Flüchtlingen wurde vor Ort im Haus geholfen.
Da der Checkpoint Charlie für ausländische Reisende den wesentlichen Grenzübergang nach Ost-Berlin darstellte, erlangte der Kontrollpunkt und mit ihm das Museum schnell internationale Bekanntheit. In seiner Anfangszeit war das Mauermuseum nach Einschätzung von Sybille Frank für sein „chaotisches Sammelsurium von Alltagsgegenständen, Reliquien aller Art, Fluchtobjekten ‚zum Anfassen‘ und künstlerischen Werken umstrittener Qualität ebenso berühmt wie berüchtigt.“ Gleichwohl entwickelte es sich innerhalb kürzester Zeit zu einem der meistbesuchten Museen West-Berlins. Zwischen 1985 und 1986 erbaute der amerikanische Architekt Peter Eisenman im Zuge der IBA 1987 das anschließende Gebäude im dekonstruktivistischen Stil, das vom Mauermuseum genutzt wird.
Nach dem Mauerfall 1989 wurden der Checkpoint Charlie und die Ost-Berliner Grenzanlage stillgelegt. Dem Mauermuseum sollte im Zuge einer Neubebauung der so entstandenen Brache 1992 vom Bezirksamt der Nutzungsvertrag gekündigt werden, doch die Investorengesellschaft Central European Development Corporation ging 2003 insolvent, sodass nur drei der fünf geplanten Gebäude gebaut werden konnten. Stattdessen stellte das Mauermuseum 1996 einen Entwurf für ein Freiluftmuseum im Innenhof der Neubauten vor, der aber nicht umgesetzt wurde. Trotz anhaltend hoher Besuchszahlen wurden dem Museum nach der Wiedervereinigung die meisten Zuschüsse gestrichen, was das Museum in finanzielle Not brachte. Grund für die Streichungen waren unter anderem interne Finanzstreitigkeiten. Im Jahr 2000 stiftete das Mauermuseum eine Replik der amerikanische Kontrollbaracke, die 1990 demontiert worden und ins Alliiertenmuseum verbracht worden war, um sie zusammen mit der Kopie eines „You are leaving the American Sector“-Schildes am historischen Ort aufzustellen.

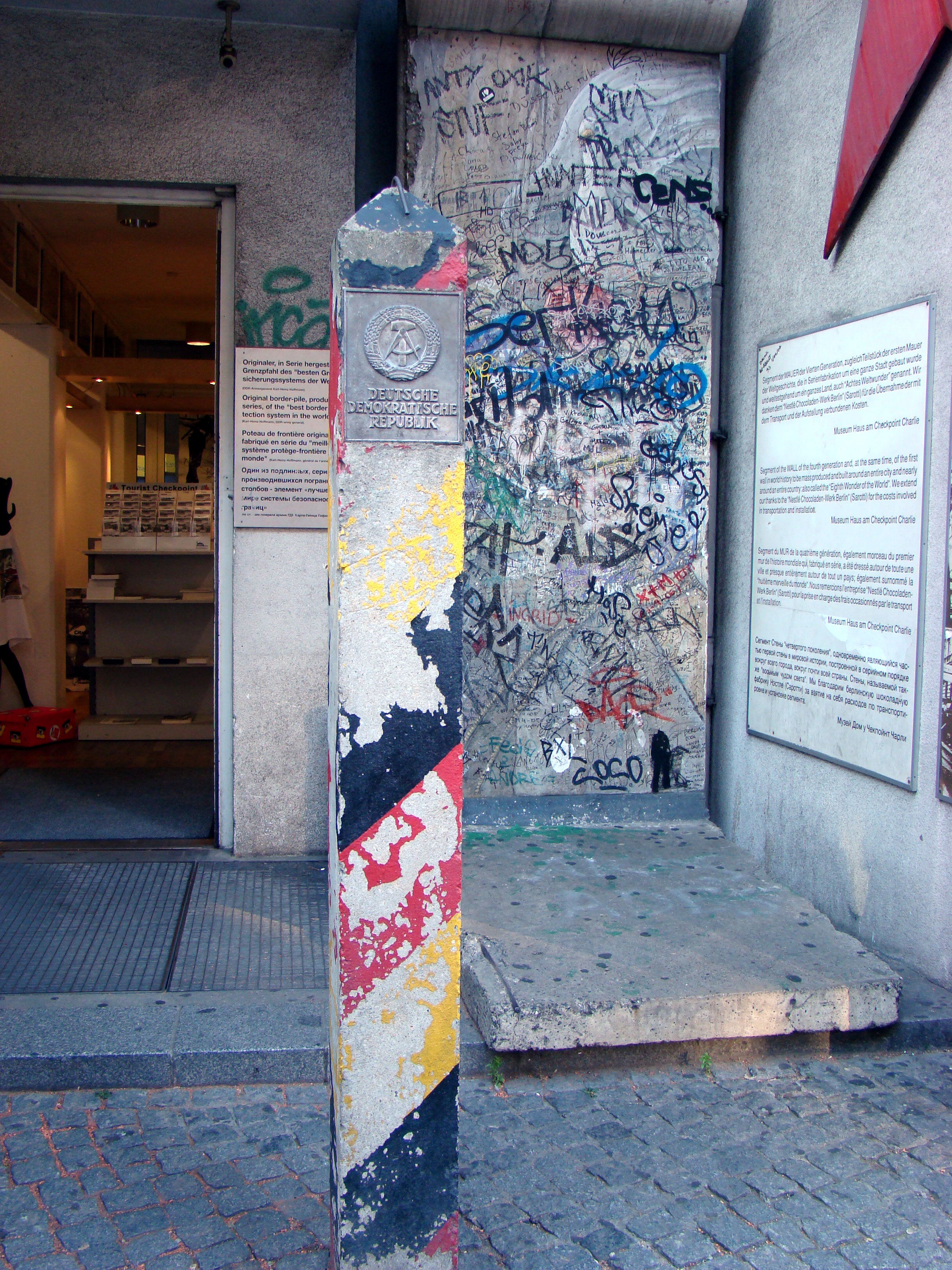
Museumsausgang mit Grenzpfahl und Mauerrest, 2008

Im Jahr 2001 verzichtete der Trägerverein auf seine Gemeinnützigkeit. Rainer und Alexandra Hildebrandt wurde im Zuge dessen von ehemaligen Mitgliedern der Arbeitsgemeinschaft 13. August vorgeworfen, sich an den Einnahmen des Museums persönlich zu bereichern und zu diesem Zweck die Dr.-Rainer-Hildebrandt-Stiftung in der Schweiz gegründet zu haben. Nach dem Tod Rainer Hildebrandts übernahm 2004 seine Witwe die Museumsleitung, die bereits seit 1997 Vorstandsmitglied der Arbeitsgemeinschaft 13. August war. Unter ihr wandelte sich das Museum in ein privates Unternehmen. Alexandra Hildebrandt habe, so Sybille Frank, das „ehemalige politische Zentrum als Erlebnisort neu erfunden“. Seit 2018 betreibt die 2019 gemeinnützig gewordene Das Mauermuseum-Betriebs gGmbH das Museum; geschäftsführender Vorstand ist Alexandra Hildebrandt.

## Ausstellungen und Inhalte
Das Mauermuseum dokumentiert in seiner Dauerausstellung die Geschichte der Berliner Mauer sowie zahlreiche Fluchtschicksale, mit einem Schwerpunkt auf dem „Beistand der Schutzmächte“. Gezeigt werden neben Fotos und Dokumentationen geglückter Fluchtversuche auch die Fluchtmittel: Heißluftballon, Fluchtautos, Seilbahnen und ein Mini-U-Boot. 
 In seiner Sammlung finden sich darüber hinaus diverse Dinge wie beispielsweise die Totenmaske von Andrej Sacharow.

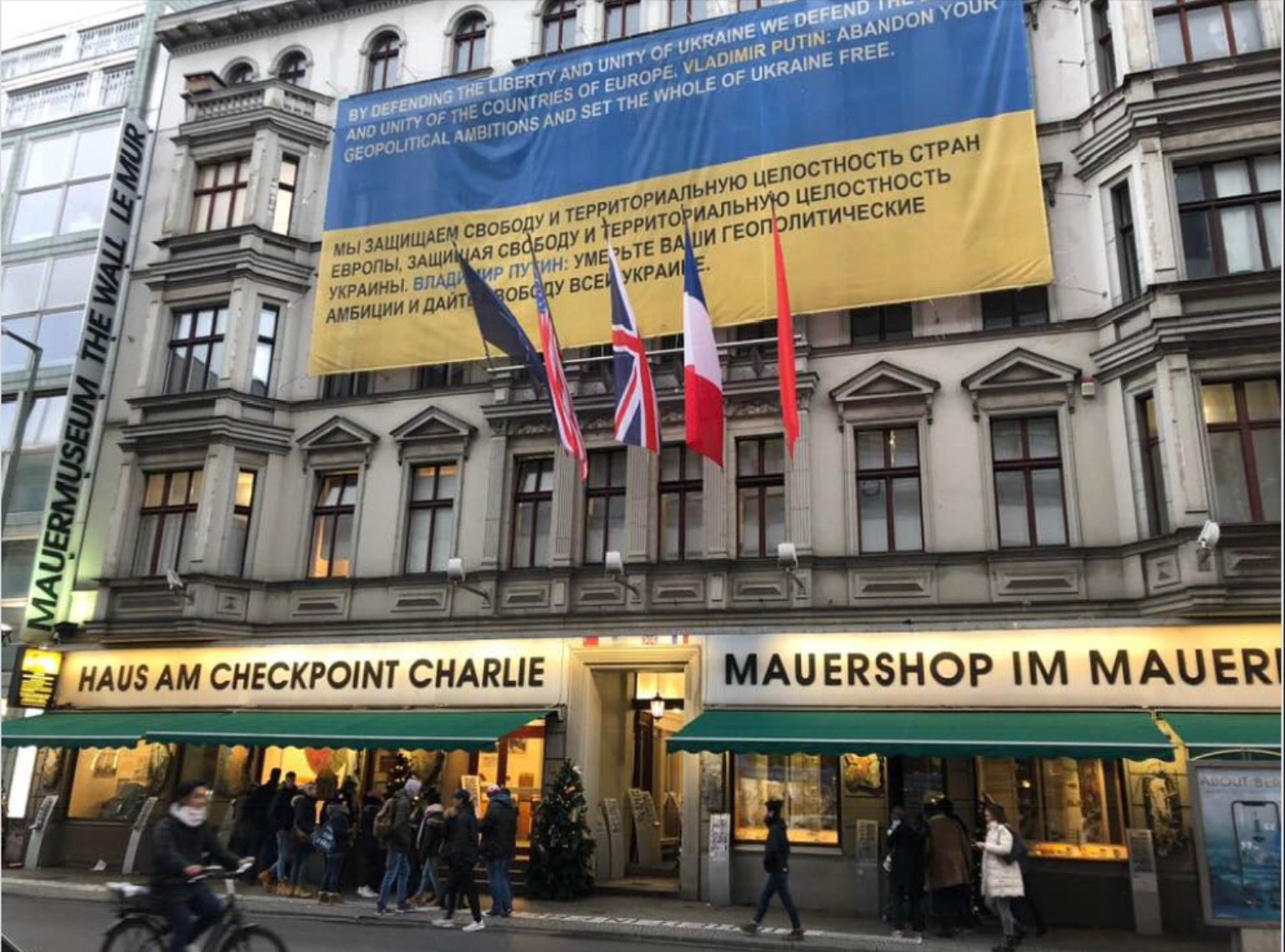
Fassade des Mauermuseums mit politischem Plakat, 2015

Daneben setzte sich das Museum immer wieder in öffentlichkeitswirksamen Aktionen mit der nahegelegenen Grenzanlage auseinander. So rief es 1984 in einem Wettbewerb zu Ideen für die (fiktive, weil unerlaubte) Bemalung der westlichen Mauerseite auf, „um die Mauer ins Gedächtnis zu rufen, sich mit ihr zu beschäftigen“. 1991 lud das Museum zum umstrittenen Dialog zwischen Tätern und Opfern des DDR-Regimes ein. 2004 mietete das Museum die angrenzende Brache für eine temporäre Kunstaktion und errichtete dort das sogenannte Freiheitsmahnmal, um dessen Erhalt bzw. Räumung öffentlich gerungen wurde.
Mit rund 850.000 Besuchern jährlich war es 2012 eines der sechs meistbesuchten Museen Berlins.
In einem auf mehr als 800.000 Online-Rezensionen beruhenden Ranking des Verbraucherportals testberichte.de belegte das Mauermuseum im Jahr 2020 den vorletzten Platz unter insgesamt 600 deutschen Museen. Unter Schlagzeilen wie „eines der schlechtesten Museen Deutschlands“ erlebte dieses Ranking eine breite Presseresonanz.

## Arbeitsgemeinschaft 13. August
Am 16. Juli 1963 gründete Rainer Hildebrandt zusammen mit weiteren Personen den Verein Arbeitsgemeinschaft 13. August, benannt nach dem 13. August 1961, dem Beginn des Mauerbaus. Ziel des Vereins war, Flüchtenden aus der DDR zu helfen. Bis 2018 war der Verein zudem Träger des Mauermuseums. 
2017 gab die Arbeitsgemeinschaft die Zahl der an der Mauer und innerdeutschen Grenze bis 1989 getöteten Menschen mit 1899 an. Darin sind auch Opfer bei der Flucht über die Ostsee, deutsche Todesopfer an außerdeutschen Grenzen, getötete DDR-Soldaten und sowjetische Fahnenflüchtige, Suizide von Angehörigen der Grenztruppen, sowie von Stasi und KGB nach erfolgreicher Flucht entführte und ums Leben gekommene Personen eingerechnet. Die Zahlen wurden von Wissenschaftlern als zu hoch kritisiert.